# Arquitetura responsiva
Arquitetura responsiva (em inglês:  Responsive architecture) é um campo de estudos que envolve a pesquisa e a prática da arquitetura. Arquitetura responsiva é aquela que as condições do espaço e ambientes podem  mudar e se adaptar a condições pre-definidas ou desejáveis , por meio de sensores, alterando as características de forma, cores, espaços e todos os elementos que compõem o espaço arquitetônico de modo responsivo. Para tal são utilizados sensores e atuadores robóticos.

## História
O termo Arquitetura responsiva foi dado pelo pesquisador Nicholas Negroponte que inicialmente concebeu nos anos 1960 durante o design de espaços onde foram  explorados os conceito de cibernética para a arquitetura.

## Trabalhos atuais
Enquanto um número considerável de tempo e esforço tem sido gasto em edifícios inteligentes nos anos recentes a ênfase tem sido principalmente o desenvolvimento de sistemas eletrônicos ( especificamente robóticos ) para adaptar o interior de uma edificação e seus espaços internos para as necessidades as individuais dos usuários.